# Jatropha peiranoi
Jatropha peiranoi là một loài thực vật có hoa trong họ Đại kích. Loài này được Lourteig & O'Donnell mô tả khoa học đầu tiên năm 1943.